# ماريو ميغليوريني
ماريو ميغليوريني (بالإيطالية: Marco Migliorini)‏ (3 يناير 1992 ببيسكيرا دل غاردا في إيطاليا - ) هو لاعب كرة قدم إيطالي في مركز قلب الدفاع. لعب مع زبرويوفكا برنو ونادي أفيلينو ونادي تورينو ونادي كومو ونادي كييتي كالسيو الرياضي وItaly national football C team ‏ ويوفي ستابيا.

## روابط خارجية
- ماريو ميغليوريني على موقع قاعدة بيانات كرة القدم.إي يو (الإنجليزية)
- ماريو ميغليوريني على موقع Soccerbase.com (لاعب) (الإنجليزية)
- ماريو ميغليوريني على موقع Soccerway.com (الإنجليزية)
- ماريو ميغليوريني على موقع عالم كرة القدم.نت (الإنجليزية)